# Haake-Beck

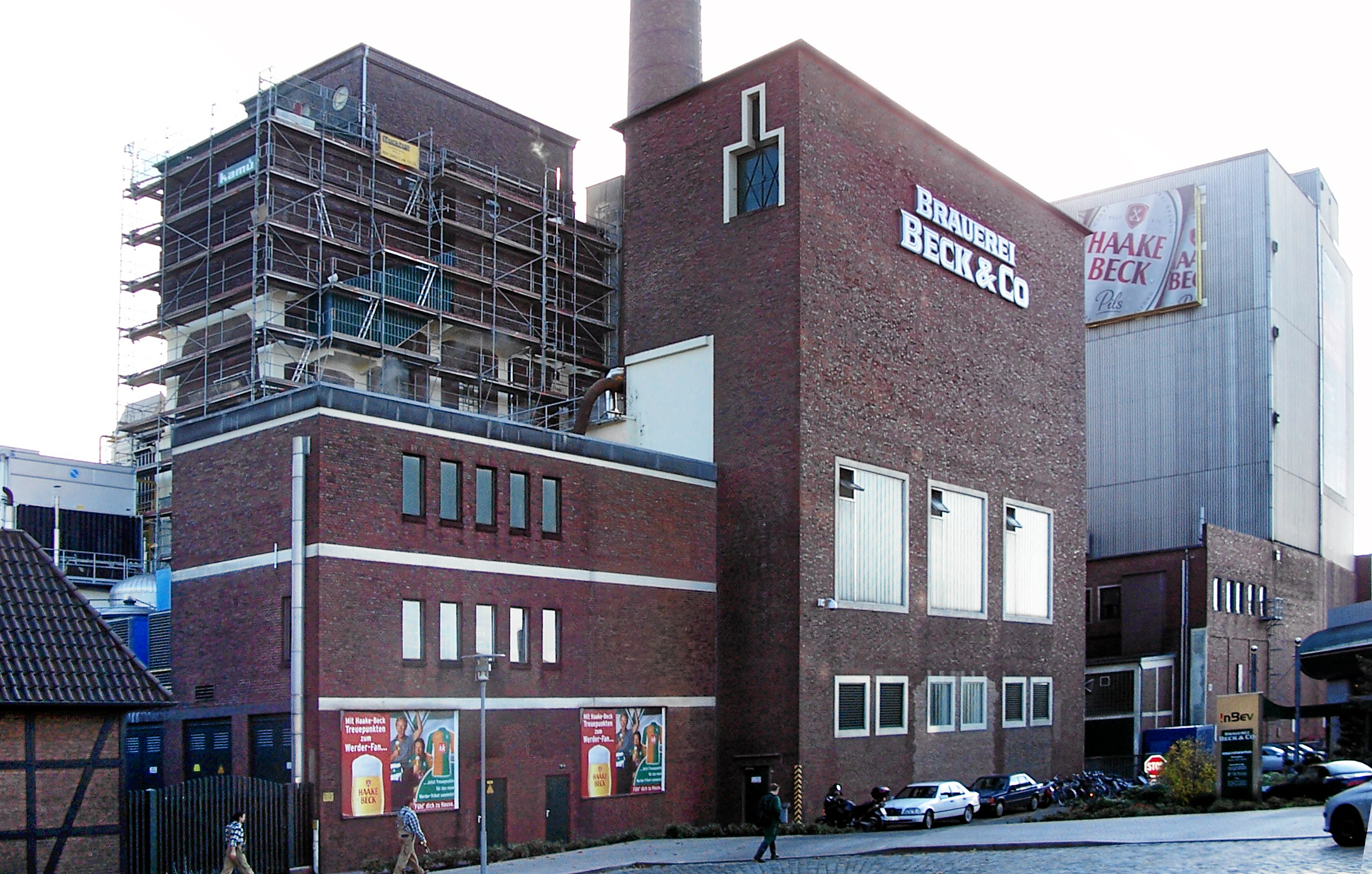
Brauereibetrieb für Haake-Beck und Beck’s, zugleich Deutschlandzentrale von Anheuser-Busch InBev

Haake-Beck ist eine Marke der Bremer Brauerei Beck GmbH & Co. KG, die zum weltgrößten Bier-Konzern Anheuser-Busch InBev gehört. Als Haake-Beck wird Bier der Brauart Pils sowie Alsterwasser hauptsächlich für Bremen und Umgebung produziert.

## Geschichte
Cord Hinrich Haake, Sohn eines Wirtes und Brauers, gründete 1826 das Unternehmen als C. H. Haake Brauerei. Beim Tod des Gründers 1845 braute seine Brauerei rund 20 Prozent der Bremer Bierproduktion.
Im Jahr 1862 werden die Geschäfte von Cord Hinrich Haakes Schwiegersohn, Johann Georg Graue weitergeführt. Im Jahre 1880 übernimmt Richard Müller, Schwiegersohn von Johann Georg Graue, die kaufmännische Leitung. Richard Müller führt zunächst die Brauerei als offene Handelsgesellschaft fort. Unter Richard Müller erfolgt 1887 die Umwandlung der C. H. Haake Brauerei in eine Aktiengesellschaft mit einem Stammkapital von 1 Million Mark. Mit dem Ertrag der Umwandlung verlegte die Haake-Brauerei ihren Betrieb in die Bremer Neustadt und baute dort die Betriebsstätten bis auf eine Produktion von 80.000 Hektolitern im Jahr 1905 aus. Noch während des Ersten Weltkriegs übernahm Haake & Co. 1918 die Hemelinger Actien Brauerei (HAB), deren Marke Hemelinger Spezial, seit 2008 im Besitz von Getränke Ahlers, bis Anfang 2012 bei Haake-Beck hergestellt wurde. Unter dem Namen Haake-Beck Brauerei AG wurde 1921 die Bierproduktion mit der Kaiserbrauerei Beck & Co. zusammengelegt.
Im Zweiten Weltkrieg durch Luftangriffe zerstört und ab 1945 unter dem Verbot der Herstellung alkoholhaltigen Biers, begann Haake-Beck 1948 mit einem hellen und einem dunklen Bier neu, führte in den 1950er Jahren neue Biersorten ein und übernahm auch den Vertrieb von Sinalco-Getränken in der Region. 1965 übernahm die Haake-Beck AG die 1907 gegründete Union-Brauerei, die ihren Sitz im Bremer Stadtteil Walle hatte. Die Produktion dort wurde noch drei Jahre lang fortgesetzt, die Union-Brauerei jedoch 1968 geschlossen. Ab 1970 war Haake-Beck Mitglied des Vitamalz-Verbunds.

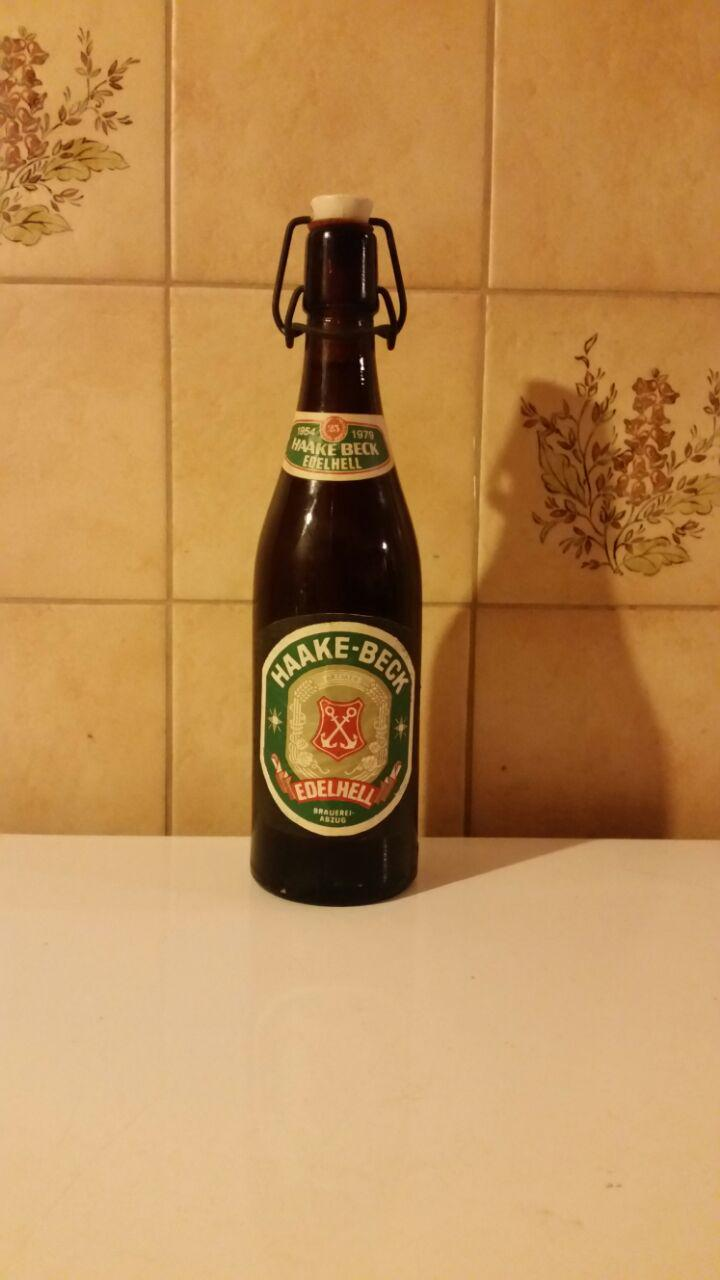
Haake-Beck Edelhell Jubiläumsflasche von 1979

1981 fusionierte das Unternehmen mit Beck & Co., nachdem Haake-Beck 1979 die Mehrheit an Coca-Cola Bremen übernommen hatte. Die Brauerei und ihre Biermarken wurden 2002 an das belgische Unternehmen Interbrew verkauft, das heute als Anheuser-Busch InBev der größte Braukonzern der Welt ist und seine Deutschlandzentrale im alten Verwaltungsgebäude von Beck & Co. an der Weser hat. Während die von Beck & Co. stammende Marke Beck’s national und international bekannt und das wichtigste deutsche Exportbier ist, wird Haake-Beck in und um Bremen verkauft und genießt dort eine hohe Bedeutung.
Bis 2004 wurden die Bierfässer im näheren Bereich um die Brauerei noch mit einer zweispännigen Kutsche ausgeliefert. Nach der Übernahme durch InBev musste diese traditionelle Art der Auslieferung aus Gründen der Rationalisierung aufgegeben werden. Die Brauereipferde und die Kutsche wurden verkauft, die Stallungen zu Büros umgebaut.